# Albi De Abreu
Albi de Abreu, nacido como Albino de Abreu Do Nascimiento (Caracas, 31 de mayo de 1975) es un actor, director de cine y productor venezolano.

## Biografía
Desarrolló la inquietud por el medio durante su infancia, pues cerca de su casa estaba ubicado el Autocine Los Chaguaramos, y allí pudo ver un sinfín de películas que fueron creando en él un gusto especial por lo audiovisual y un poco de sentido crítico hacia el cine. Sin embargo, nunca fue de los niños que participaban en las actividades artísticas del colegio.
Desde los 14 años, comenzó a aparecer en comerciales. En la televisión se inició como soldadito en el programa infantil Chamocrópolis, luego formó parte del elenco de Súpercropolis, del que pasó a ser animador. Posteriormente, trabajó en Nubeluz e incursionó ligeramente en la actuación. Albi asegura que la primera vez que vio una de sus apariciones como actor, pensó que tenía que esforzarse más y por ello decidió prepararse, así que realizó el taller de la laureada actriz Amalia Pérez Díaz, y estudió con la compañía Ga-80.
Una de las primeras telenovelas en las que participó fue Reina de corazones, donde era “Federico Santos”, el protagonista juvenil. Mientras cumplía con estos compromisos artísticos, estudió fotografía. Después formó parte del elenco principal en dramáticos como Mariú; Angélica Pecado; La soberana, donde fue protagonista; La mujer de Judas; Camaleona. En producciones internacionales ha participado en diferentes producciones como La máscara del Zorro, de The History Channel, y Tiempo final de Fox Telecolombia.3
Paralelamente a su desarrollo en la televisión, el actor cursó estudios de Técnico Superior en Publicidad y Mercadeo. Tras haber trabajado en Venezuela, decidió ir a mejorar su formación profesional en la ciudad de Los Ángeles. Allí se preparó durante dos años en la famosa escuela norteamericana The Sainford Meisner, después de lo cual pasó a formar parte de un grupo teatral de Los Ángeles, el Bilingual Foundations Of The Arts. Durante su estadía en Estados Unidos, se fue de gira por California con la obra Una pareja con ángel.
En lo que respecta al cine, ha formado parte de los filmes: Day Shift, The Bodwock Story, Dark World, 5/3, Silvia, Miranda regresa, Puras joyitas, Todo lo que sube, A mí me gusta; participó en el “Proyecto 48” de TNT.
En teatro, Albi ha actuado en representaciones de las obras: Historias de Cerro Arriba, Chuo Gil, Miseria, Editorial, Clown, La verdad sospechosa, El anzuelo de Fenisa, Los enredos de una casa, Una pareja con ángel, Amanecí como con ganas de morirme, Se te nota, El método Gronholm y La fiesta.
Albi asegura que cada escenario le ha brindado la oportunidad de tener un personaje favorito. De la televisión, extrae su rol como “Alexander Parra” en la telenovela Angélica Pecado. En cine, este lugar lo ocupa “El Coqueto”, del film Puras joyitas; mientras que en teatro sintió especial agrado por su representación de “Gianni”, en La fiesta.

## Filmografía

### Televisión
- Sol de tentación (1996) — Ezequiel
- Reina de corazones (1999) — Federico Santos Del Rosario
- Mariú (1999-2000) — Marco Tulio Cárdenas
- Angélica Pecado (2000) — Alexander "Alex" Parra
- La soberana (2001) — Álvaro Mesías
- La mujer de Judas (2002) — Alirio Agüero Del Toro
- Camaleona (2007) — Gustavo Casanova
- Tiempo final (2008) — Julio
- Los misterios del amor (2009) — Gabriel Acosta
- La mujer perfecta (2010-2011) — Luis "Lucho" Montilla
- Kdabra  (2012) — Padre Andrés / Lázaro
- Los secretos de Lucía (2014) — La Llaga
- Lynch  (2013) — Nelson
- Cumbia Ninja (2013-2015) — Ítalo
- El corazón del océano  (2014) — Capitán Bompere
- Poseída (miniserie) (2016)
- El Comandante (2017) — Cristóbal Iturbide
- La querida del Centauro (2017) — El Loco
- Luis Miguel (2018) — Miguel Ángel Villegas
- Mi lista  de exes (2018) — Sebastian
- La bandida (2019) — Tommy Barton
- Por amar sin ley 2 (2019) — El Gringo
- Distrito salvaje (2019) — Carpado
- Los pecados de Bárbara (2020) — Bosco
- La negociadora (2021) — Fabio[1]
- Pena ajena (2022) — Juan Camilo[2]
- Isla brava ( 2023) — Lorenzo[3]

## Cine
- The Boardwalk Spy, and Other Stories (cortometraje) (2005) — Roberto
- Miranda regresa (2007) — Smith[4]
- Puras joyitas (2007) — Coqueto[5]
- A mí me gusta (2008) — Fabián
- Dark World (2008) — Autoestopista
- Todo lo que sube (cortometraje) (2008) — Lead
- La hora cero (2010) — Jesús
- Desautorizados (2010) — Andy
- Tuya (cortometraje) (2010) — Jorge
- Saluda al diablo de mi parte (2011) — Luis
- El manzano azul (2012) — Viejo Diego
- Diario de Bucaramanga (2013) — O'Leary
- Singular (cortometraje) (2014) — Víctor
- La noche de las dos lunas (2017) — Ubaldo Garrido
- La Última Palabra (2020) — Felipe
- Galapagos Sumit (2021) — Pereira
- Cumpleañero (2022)- Jimy[6]
- Litte Square (2022)-  Santiago[7]

## Productor
- Estilo Sony (serie de televisión) (1995) — (Productor asociado)
- Day Shift (cortometraje) (2005) — (Productor)
- Colmillo (cortometraje) (2010) — (Productor ejecutivo / Director / Guionista)
- Música del cielo (cortometraje) (2010) — (Productor ejecutivo / Director / Guionista)
- Cortos Interruptus (2011) — Jorge (Director / Guionista)